# Priestley-Medaille
Die Priestley-Medaille (englisch Priestley Medal) ist die höchste Auszeichnung der American Chemical Society (ACS). Die nach dem englisch-amerikanischen Chemiker Joseph Priestley (1733–1804) benannte Ehrung wurde 1922 für ausgezeichnete Leistungen auf dem Gebiet der Chemie etabliert. Von 1923 bis 1944 wurde sie alle drei Jahre vergeben, seit 1944 erfolgt eine jährliche Vergabe. Die Vergabe ist nicht an die Mitgliedschaft der American Chemical Society oder die amerikanische Staatsbürgerschaft gebunden. Der Preisträger erhält neben der Goldmedaille eine Schatulle und eine Urkunde. Eine mehrfache Vergabe an einen Preisträger ist nicht möglich.
Als einziger Nicht-Wissenschaftler erhielt bisher Francis P. Garvan die Medaille.

## Träger der Auszeichnung
- 1923: Ira Remsen
- 1926: Edgar F. Smith
- 1929: Francis P. Garvan
- 1932: Charles L. Parsons
- 1935: William A. Noyes
- 1938: Marston T. Bogert
- 1941: Thomas Midgley
- 1944: James Bryant Conant
- 1945: Ian Heilbron
- 1946: Roger Adams
- 1947: Warren K. Lewis
- 1948: Edward R. Weidlein
- 1949: Arthur B. Lamb
- 1950: Charles August Kraus
- 1951: Evan J. Crane
- 1952: Samuel C. Lind
- 1953: Robert Robinson
- 1954: William Albert Noyes junior
- 1955: Charles Allen Thomas
- 1956: Carl S. Marvel
- 1957: Farrington Daniels
- 1958: Ernest H. Volwiler
- 1959: Hermann Irving Schlesinger
- 1960: Wallace R. Brode
- 1961: Louis Plack Hammett
- 1962: Joel H. Hildebrand
- 1963: Peter Debye
- 1964: John C. Bailar junior
- 1965: William J. Sparks
- 1966: William O. Baker
- 1967: Ralph Connor
- 1968: William Gould Young
- 1969: Kenneth Sanborn Pitzer
- 1970: Max Tishler
- 1971: Frederick D. Rossini
- 1972: George Bogdan Kistiakowsky
- 1973: Harold C. Urey
- 1974: Paul Flory
- 1975: Henry Eyring
- 1976: George S. Hammond
- 1977: Henry Gilman
- 1978: Melvin Calvin
- 1979: Glenn Theodore Seaborg
- 1980: Milton Harris
- 1981: Herbert Charles Brown
- 1982: Bryce Crawford
- 1983: Robert Mulliken
- 1984: Linus Carl Pauling
- 1985: Henry Taube
- 1986: Karl August Folkers
- 1987: John D. Roberts
- 1988: Frank Westheimer
- 1989: George C. Pimentel
- 1990: Roald Hoffmann
- 1991: Harry B. Gray
- 1992: Carl Djerassi
- 1993: Robert W. Parry
- 1994: Howard E. Simmons
- 1995: Derek H. R. Barton
- 1996: Ernest L. Eliel
- 1997: Mary L. Good
- 1998: Frank Albert Cotton
- 1999: Ronald Breslow
- 2000: Darleane C. Hoffman
- 2001: Fred Basolo
- 2002: Allen J. Bard
- 2003: Edwin J. Vandenberg
- 2004: Elias James Corey
- 2005: George A. Olah
- 2006: Paul S. Anderson
- 2007: George Whitesides
- 2008: Gábor A. Somorjai
- 2009: Frederick Hawthorne
- 2010: Richard N. Zare
- 2011: Ahmed Zewail
- 2012: Robert S. Langer
- 2013: Peter J. Stang
- 2014: Stephen J. Lippard
- 2015: Jacqueline K. Barton
- 2016: Mostafa El-Sayed
- 2017: Tobin J. Marks
- 2018: Geraldine Richmond
- 2019: K. Barry Sharpless
- 2020: JoAnne Stubbe
- 2021: A. Paul Alivisatos
- 2022: Peter B. Dervan
- 2023: Cato T. Laurencin
- 2024: Carolyn Bertozzi
- 2025: Frances H. Arnold
- 2026: Jennifer Doudna[1]